# Ficus lawesii
Ficus lawesii är en mullbärsväxtart som beskrevs av George King. Ficus lawesii ingår i släktet fikonsläktet, och familjen mullbärsväxter. Inga underarter finns listade i Catalogue of Life.